# Red Arrows
Los Red Arrows (en español: «Flechas rojas»), oficialmente conocidos como Royal Air Force Aerobatic Team (Grupo Acrobático de la Real Fuerza Aérea), son el grupo acrobático de la Royal Air Force, con base en RAF Scampton, Lincolnshire, Inglaterra. Fue creado en 1964.
La insignia de los Red Arrows muestra a las aeronaves en su característica formación de nueve en diamante, con el lema Eclat, cuyo significado en latín es "brillantez" o "excelencia".
Los Red Arrows estaban equipados con siete Folland Gnat de entrenamiento los cuales fueron heredados de la patrulla RAF Yellowjacks. Esta aeronave fue elegida porque era más barata de operar que otros cazas. En su primera temporada, volaron en 65 espectáculos aéreos por Europa. En 1966, el grupo fue incrementado a nueve miembros, permitiéndoles desarrollar su formación "Diamante Nueve" (Nine Diamond). A finales de 1979, cambiaron por la aeronave de entrenamiento BAE Hawk. Los Red Arrows han representado más de 4.000 actuaciones por todo el mundo en 53 países.

## Historia de la patrulla

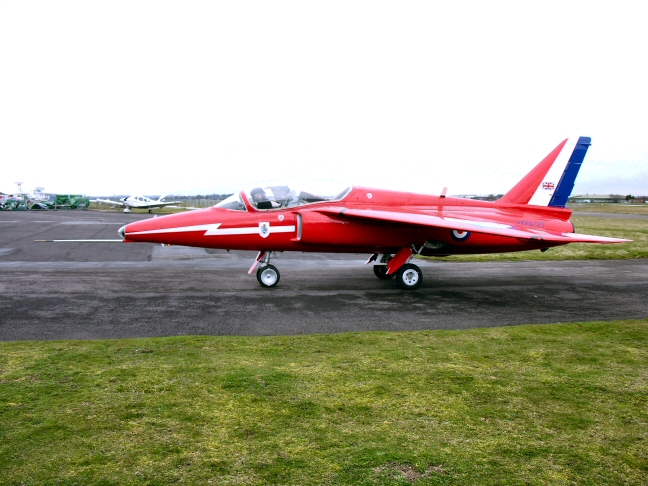
Red Arrows Gnat, aeronave usada por la patrulla desde su formación en 1964 hasta 1979

### Predecesores
Los Red Arrows no fueron el primer grupo acrobático. Una exhibición de la RAF tuvo lugar en 1920 en Hendon con un grupo de biplanos. En 1938, tres Gladiators volaron con las puntas de sus alas atadas. La Segunda Guerra Mundial detuvo durante un largo tiempo la formación acrobática, pues los aviones eran necesarios para otros menesteres.
En 1947, el primer grupo jet de Vampires vino desde el Ala de Combate Odiham. Varias patrullas volaron los Vampire, y en 1950, el Escuadrón 72 estuvo volando en una formación de 7. El Escuadrón 54 de la RAF se convirtió en la primera formación jet en usar estelas de humo. Los Vampires fueron reemplazados por Meteors, el Escuadrón 66 desarrolló una formación de seis aeronaves. Los Hunter fueron usados para acrobacias en 1955, cuando el Escuadrón 54 voló en formación de cuatro.
El grupo oficial de la RAF fue mantenido por el Escuadrón 111 de la RAF ('Treblers' o 'Treble-One') en 1956, y por primera vez la aeronave tuvo un esquema de color especial, el cual era un acabado totalmente negro. Tras una demostración en Francia, fueron aclamados como 'Les Fleches Noires' y desde entonces conocidos como los Black Arrows (Flechas Negras). Este grupo se convirtió en el primero en volar una formación de cinco Hunters. El momento más grandioso de los Black Arrows era el loop y tonel de 22 Hunters durante el Farnborough Air Show de 1958. Esto fue un récord mundial a la más numerosa formación de aeronaves en un loop, que continúa imbatido hoy día. Los Black Arrows fueron la mejor patrulla hasta 1961, cuando los Blue Diamonds (Escuadrón 92 de la RAF) continuaron su ejemplo, volando dieciséis Hunters azules.

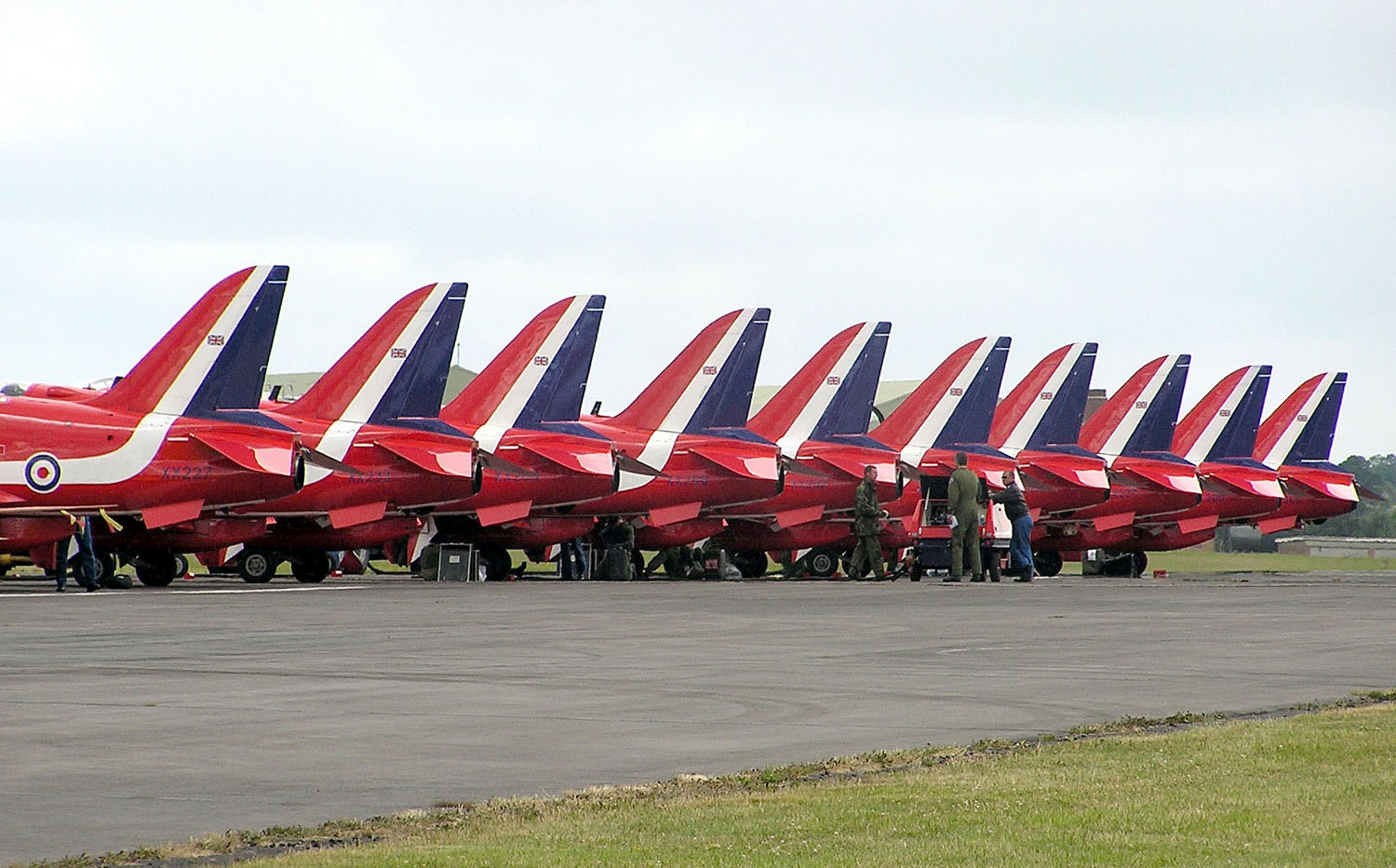
Los 10 Red Arrows, alineados en pista antes de un espectáculo.

En 1960, The Tigers (Escuadrón 74 de la RAf) fueron re-equipados con Lightnings y ejecutaron wing-overs y rolls con nueve aeronaves en formación cercana. Algunas veces realizaron exhibiciones coordinadas con los Blue Diamonds.
Hasta ahora otra unidad acrobática fue formada por el Escuadrón 56, The Firebirds, con nueve Lightnings rojos y plateados. En 1964, The Red Pelicans, volando seis Jet Provost T Mk 4s, asumieron el papel de unidad líder de acrobacias de la RAF. en ese mismo año, un equipo de cinco entrenadores Gnat amarillos de la No 4 Flying Training School ejecutó una exhibición en el Farnborough Air show. esta patrulla fue conocida como los Yellowjacks.
En 1964, se decidió fusionar todos los grupos acrobáticos de la RAF, ante el temor de que los pilotos estuvieran gastanto demasiado tiempo en la práctica de formaciones acrobáticas en vez de en el entrenamiento operacional. La nueva patrulla tomó la palabra red (rojo) porque los antiguos aviones Yellowjacks habían sido pintados de rojo (por motivos de seguridad. El rojo era un color más fácil de distinguir en la distancia) y arrows (flechas) en honor a los Black Arrows; sin embargo, algunas personas piensan que el rojo fue un tributo a los Red Pelicans. Otra razón para el cambio al rojo es que la responsabilidad de la unidad pasó del Fighter Command a la Central Flying School, la cual tenía el rojo como color distintivo.

### Los Red Arrows
El grupo Acrobático de la Royal Air Force, los Red Arrows, fue instalado en RAF Kemble, dependiente de la CFS, que tenía su sede en RAF Little Rissington. Este emplazamiento fue considerado como la casa "oficial" de los Arrows. Las aeronaves de los Arrows volarían frecuentemente a Rissington por motivos de mantenimiento. Cuando RAF Scampton se convirtió en el Cuartel General de las CFS en 1983, los Arrows se mudaron ahí. Como una medida económica, Scampton cerró en 1995, y por tanto los Red Arrows se mudaron solo 20 millas a Cranwell; sin embargo, como aún usaban el espacio aéreo sobre Scampton, las instalaciones de emergencia y pistas tuvieron que ser mantenidas. Desde el 21 de diciembre de 2000, los Red Arrows han estado instalados otra vez en RAF Scampton, cerca de Lincoln.
La primera escuadrilla, dirigida por el Líder de Escuadrilla Lee Jones, tuvo 7 pilotos y voló el jet de entrenamiento Folland Gnat T1. El primer show en el Reino Unido fue el 6 de mayo de 1965 en Little Rissington para la prensa. En el siguiente National Air Day show en Francia - tres días más tarde en Clermont Ferrand - un periodista francés definió a la escuadrilla como "Les Fleches Rouge", confirmando así el nombre "The Red Arrows". Al finalizar su primera temporada, los Red Arrows habían realizado 65 exhibiciones en Gran Bretaña, Francia, Italia, Holanda, Alemania y Bélgica, y fueron recompensados con el trofeo Britannia por el Royal Aero Club por su contribución a la aviación.
En 1968, el entonces Líder de Escuadrilla Ray Hanna amplió la unidad de siete a nueve jets, puesto que deseaba expandir las habilidades y el cambio de formaciones. Fue durante esta temporada cuando la formación 'Diamond Nine' fue creada y desde entonces ha permanecido como la formación característica de la escuadrilla. Ray Hanna estuvo como Red Leader durante cuatro años consecutivos hasta 1969, un récord de permanencia como líder que por el momento permanece. Por sus considerables logros en aviación al frente del grupo, Ray Hanna fue reconocido con una barra a su existente Air Force Cross (AFC).
Tras haber volado 1292 veces en el Folland Gnat, los Red Arrows aceptaron la entrada de los Hawk en el invierno de 1979. Desde que entraron en servicio con los Red Arrows, los Hawk han volado con los Red Arrows en 50 países.
El 9 de septiembre de 2003, una de las aeronaves se salió de la pista en el aeropuerto de Jersey. El piloto, el teniente de aviación Jez GRiggs, condujo el jet a un montículo de grava y un pequeño daño fue causado. Nadie fue herido. La exhibición no se vio afectada porque los Red arrows tienen un avión de reserva con ellos.
En julio de 2004 hubo una especulación en los medios de comunicación británicos que los Red Arrows serían disueltos, debido a una revisión en el presupuesto de defensa, debido a los gastos que ocasionaba su mantenimiento (de 5 a 6 millones de £. Los Red Arrows no fueron disueltos y los gastos han sido justificados con su gran valor como relaciones públicas, porque los Arrows ayudan a desarrollarr negocios en la industria de defensa, y también porque actúan como un mecanismo de reclutamiento para la RAF. De acuerdo con la BBC, es muy poco probable que los Red Arrows sean disueltos en el futuro, puesto que son una importante atracción por todo el mundo. Esto fue reiterado por el primer ministro, Tony Blair, en 2007.
Con la planeada eliminación de la base RAF Scampton, la futura casa de los Red Arrows era incierta. Una mudanza a RAF Waddington, en Lincolnshire, o RAF Leeming, en North Yorkshire, antes del final de la primera década del siglo XXI era posible. El 20 de mayo de 2008, meses de especulación terminaron cuando se hizo público que el Ministerio de Defensa desplazaba a los Red Arrows a la cercana RAF Waddington.

## Pilotos

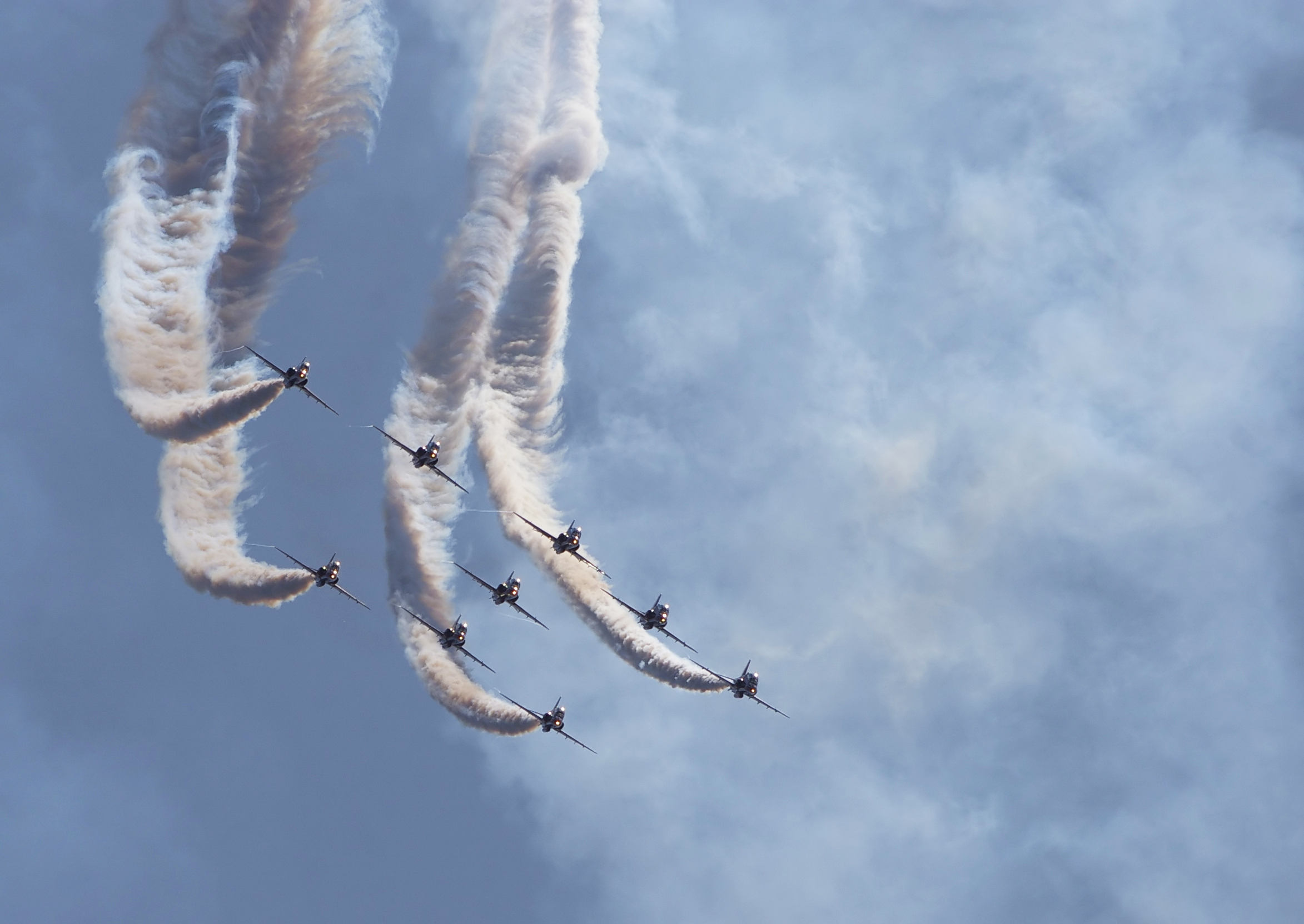
Los Red Arrows en el Radom Air Show de 2009.

Desde 1966, ha habido nueve pilotos cada año, todos voluntarios. Los pilotos deben haber completado uno o más periodos en un jet rápido como los Tornado, Harrier o Jaguar, haber acumulado al menos 1500 horas de vuelo y haber sido valorado por encima de la media en ese tiempo operacional para ser elegido. Aun así, hay más de diez aspirantes para cada plaza de la formación. Los pilotos están con los Red Arrows un tiempo de servicio de tres años. Tres pilotos son cambiados cada año, de modo que siempre hay 3 pilotos de primer año, 3 de segundo, y tres en su año final.
Los Red Arrows no tiene pilotos de reserva, pues un piloto de reserva no volaría con la suficiente frecuencia como para cumplir con el nivel requerido. Si uno de los pilotos no está en condiciones de volar, el equipo vuela en una formación de ocho. Sin embargo, si el Líder del Equipo, 'Red1', está incapacitado para volar, entonces la formación no actúa en ningún caso. Cada piloto siempre vuela en la misma posición dentro de la formación. Los pilotos emplean seis meses desde octubre hasta abril entrenando para las exhibiciones venideras.
Durante un espectáculo acrobático, los pilotos de los Red Arrows experimentan fuerzas de hasta 5 veces la gravedad, y cuando realizan la maniobra 'Vixen Break", fuerzas de hasta 7 G's pueden ser alcanzadas, cercano al límite de resistencia estructural del avión de 8 G's.
Además de los nueve pilotos, 'Red 10', también conocido como el Road Manager, es un piloto de Hawk totalmente cualificado que vuela la décima aeronave cuando los Red Arrows están fuera de su base. Esto significa que la formación tiene una aeronave de reserva en el sitio en el que va a actuar. El deber de Red 10 incluye la coordinación de la exhibición y actuar como Oficial de Seguridad en Tierra. Red 10 también vuela a cámaras y fotógrafos para captar las imágenes aire-aire de los Red Arrows.
El equipo de ingeniería que apoya a los red Arrows son conocidos como "The Blues" y consta de 85 miembros.